# Helga Prignitz
Helga Prignitz (Ludwiglust, República Democrática Alemana; 1949) es una historiadora del arte alemana, escritora y especialista en arte gráfico mexicano (el Taller de Gráfica Popular, TGP) y Frida Kahlo.

## Reseña biográfica
Helga Prignitz es la menor de tres hijos del matrimonio entre el abogado Andreas Karl Hermann Johannes Otto Prignitz y de la educadora Irmtrud Anna-Lise Marta Prignitz. En 1952, sus padres huyeron con ella y sus hermanos a Berlín Occidental.
De 1961 a 1968, asistió al Hildegard-Wegscheider-Gymnasium de Berlín. Al finalizar sus estudios medio-superiores, Helga Prignitz estudió historia del arte, estudios latinoamericanos y letras hispánicas en la Universidad Libre de Berlín de 1968 a 1980.
De 1972 a 1977 vivió e investigó en México, graduándose en 1980 del doctorado con calificación magna cum laude. Su tesis doctoral Die Werkstatt für Volkstümliche Grafik in Mexiko: TGP, El Taller de Grafica Popular 1937-1977 sigue considerándose una obra de referencia sobre el arte gráfico mexicano.
En 1978, tradujo del español al alemán la biografía de Frida Kahlo escrita por Raquel Tibol.
Entre 1980 y 1981 trabajó como curadora en el Museo Estatal de Baja Sajonia, en Hannover, donde fue curadora de la exposición Wilhelm Busch. A partir de entonces trabajó como historiadora del arte independiente. Continuó dedicándose a la investigación del arte gráfico mexicano. Amplió su enfoque temático y se especializó en la obra y el trabajo de Frida Kahlo.
En 1989 se casó con el empresario turco Ibrahim Yilmaz Poda (1930-2023) y vivió en Estambul y Berlín. Durante el matrimonio adoptó el apellido Prignitz-Poda. Tuvieron dos hijos.
Desde los años 80 cointinuó como curadora de varias exposiciones, autora de publicaciones y conferencista sobre el Taller de Gráfica Popular, TGP, y Frida Kahlo.
Helga Prignitz reside en Berlín.

## Publicaciones
- 1974 Kunst der mexikanischen Revolution – Legende und Wirklichkeit catálogo de la exposición, con varios autores. Neue Gesellschaft für bildende Kunst.
- 1981 TGP. Ein Grafikerkollektiv in Mexiko 1937–1977. Verlag Richard Seitz & Co., ISBN 978-3-922005-12-4.
- 1988 Frida Kahlo, Das Gesamtwerk, con Salomón Grimberg y Andrea Kettenmann, Verlag Neue Kritik, ISBN 978-3-8015-0215-7.
- 1992 El Taller de Gráfica Popular en Mexico 1937–1977. INBA Mexico, ISBN 968-29-3354-4.
- 2002 Taller de Gráfica Popular: Werkstatt für grafische Volkskunst: Plakate und Flugblätter zu Arbeiterbewegung und Gewerkschaften in Mexiko 1937–1986. Berlin, ISBN 3-935656-10-6  .
- 2003 Frida, die Malerin und ihr Werk. Verlag Schirmer Mosel, ISBN 978-3-8296-0067-5   (En 2004 se publicó la versión en inglés)
- 2004 Frida Kahlo. Masterpieces. Verlag Schirmer Mosel, ISBN 978-3-88814-700-5  .
- 2008 Frida Kahlo: Sadja, Carma y El venado herido, 1946. En: Crónicas, UNAM México, El muralismo producto de la revolución mexicana. No. 13, pp. 195–208.
- 2010 Frida Kahlo. Retrospektive. Ausstellungskatalog. Prestel Verlag, ISBN 978-3-7913-5009-7  .
- 2014 Frida Kahlo. Catalogo della mostra. Verlag Electa, ISBN 978-88-370-9957-2  .
- 2015 Frida Kahlo und Diego Rivera. The Polish context. catálogo de la exposición, Centrum Kultury Zamek Poznan, ISBN 978-83-947011-1-6.
- 2017 Frida Kahlos Lost Painting, the wounded Table – a mystery. Con Katharina Lopatkina. In: IFAR Journal. Band 18, Nr. 2&3, Dezember 2017, pp. 46–59.
- 2017 Hidden Frida Kahlo: Lost, Destroyed or Little-Known Works. Prestel Verlag, ISBN 978-3-7913-8364-4  .
- 2017 Frida Kahlo. Verschollene, zerstörte und kaum gezeigte Bilder. Prestel Verlag, ISBN 978-3-7913-8363-7  .
- 2018 Francisco Toledo: Graphic Work. In: Francesco Toledo Works 1957–2017. Mexiko, Banamex, Band 4, ISBN 978-607-9478-15-5, S. 262–289.
- 2018 Estampa y Lucha. 80 Años del Taller de Gráfica Popular. INBA, ISBN 607-605-585-5  .
- 2021 Essays in dem Werk Gemalte Tiere: 61 Meisterwerke aus sieben Jahrhunderten. Mit literarischen Texten von heute: Zwischen freier Wildbahn und Museum. Schirmer Mosel Verlag, ISBN 978-3-8296-0921-0  .
- 2021 Los Sueños de Frida Kahlo. Artika Books[1]
- 2022 Mariana Yampolsky y Elizabeth Catlett en el Taller de Gráfica Popular. En De Posada a Isotype, de Kollwitz a Catlett: diálogos de arte gráfico político. Alemania-México 1900-1968. Museo Nacional Centro de Arte Reina Sofía. Pp. 356-358 y 374-376, ISBN 978-84-8026-636-9.
- 2024 Siempre Frida. Revelaciones de Helga Prignitz. Con David Esquivel Palomares. Secretaría de Relaciones Exteriores, Gobierno de México, ISBN 978-607-446-343-9.[2]

## Conferencias magistrales
- 1970 Jornada Alemana de Historiadores del Arte, Colonia, Alemania
- 1972 Congreso de Historiadores del Arte, Constanza, Alemania
- 2002 Biblioteca Estatal de Berlín, Alemania
- 2004 Instituto Ibero-Americano, Berlín, Alemania
- 2007 Palacio de Bellas Artes (Ciudad de México), México
- 2010 Mönchehaus, Goslar, Alemania
- 2010 Martin Gropius Bau, Berlín, Alemania
- 2011 Museo de Arte Moderno de Irlanda, Dublín, Irlanda
- 2011 Museo Pera, Estambul, Turquía
- 2014 Palazzo Ducale, Génova, Italia
- 2014 Scuderia del Quirinale, Roma, Italia
- 2014 Museo MARTA, Herford, Alemania
- 2015 Museo de Arte, Universidad de Georgia, Atenas, Estados Unidos de América

## Curaduría de exposiciones
- 1974 Die Kunst der mexikanischen Revolution, Legende und Wirklichkeit en Schloss Chalottenburg, Berlín, Alemania
- 2002 Taller de Grafica Popular. Plakate und Flugblätter zur Arbeiterbewegung und Gewerkschaften in Mexiko 1937–1986 en Biblioteca Estatal de Berlín, Berlín, Alemania[3]
- 2010 Frida Kahlo - Retroperspektive en Martin-Gropius-Bau, Berlín, Alemania[4][5][6][7][8][9][10][11][12][13][14][15][16][17][18][19][20][21][22][23][24][25][26][27]
- 2010 Frida Kahlo - Retroperspektive en Bank Austria Kunstforum, Viena, Austria[28]
- 2011 Frida Kahlo & Diego Rivera from the Gelman Collection en Museum of Modern Art, Dublín, Irlanda
- 2011 Frida Kahlo & Diego Rivera from the Gelman Collection en Pera Museum, Estambul, Türkiye[29][30]
- 2014 Frida Kahlo en Scuderie del Quirinale, Roma, Italia[31][32][33][34][35]
- 2014 Frida Kahlo & Diego Rivera en Palazzo Ducale, Génova, Italia[36][37]
- 2017 Estampa y lucha. 80 años del TGP, Taller de Gráfica Popular en Museo Nacional de la Estampa, Ciudad de México, México[38][39][40]
- 2018 Bernice Kolko - Frida Kahlo. Die Gesichter Mexiko en Willy-Brandt-Haus, Berlín, Alemania[41]
- 2024 Siempre Frida. Revelaciones de Helga Prignitz en Embajada de México en Alemania, Berlín, Alemania[42][43]